# Quartiere Navile
Il quartiere Navile (Navélli in dialetto bolognese) è un quartiere del comune di Bologna, costituito nel 1985 dalla fusione dei vecchi quartieri Bolognina, Lame e Corticella. Il nome deriva dal canale omonimo che ne attraversa il territorio.

## Geografia fisica
Connotato dalla presenza del canale Navile da cui prende il nome, il quartiere si estende nella periferia nord della città, confinando con i comuni di Castel Maggiore e Calderara di Reno. In zona Corticella sono presenti i Laghetti del Rosario, specchi d'acqua di piccole dimensioni.

### Giardini e parchi pubblici

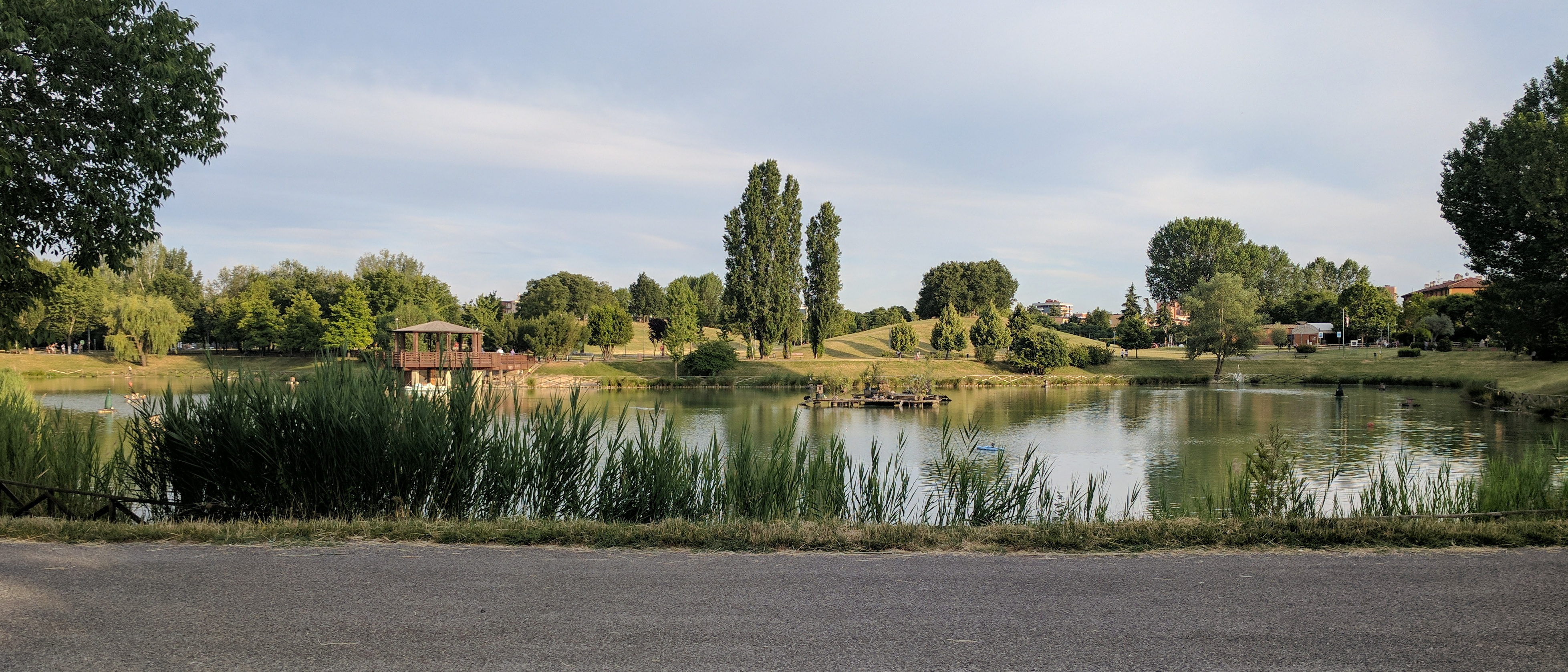
Parco di via dei Giardini

I principali giardini pubblici del quartiere sono quello delle Caserme Rosse, il parco di Villa Angeletti, il parco dei Giardini e il parco della Zucca.
Parco di Villa Angeletti
Posizionato sulla riva destra del canale Navile, si estende per 8,5 ettari. È stato terminato nel 1997 nel sito dell'antica villa Angeletti, di cui non rimane più traccia, essendo distrutta dai Bombardamenti della Seconda guerra mondiale.
Parco dei Giardini
Sito in zona Corticella, prende il nome dalla adiacente via dei Giardini, ed è altresì conosciuto in dialetto bolognese come Cà Bûra (in italiano "casa buia"), dal nome dell'antica stazione di posta sul Navile. Gestito completamente da un'associazione di volontariato, si estende su 9 ettari ed è caratterizzato da un laghetto centrale in cui vivono numerosi uccelli acquatici.
Parco della Zucca

Il "Finger Food Festival" al parco della Zucca, nel 2017

Piccolo giardino pubblico della Bolognina inserito tra le vie Ferrarese e di Saliceto, prende il nome da un antico insediamento rurale non più esistente. Nel parco è situato il vecchio deposito tranviario della Zucca, riadibito a nuove funzioni.

## Società

### Evoluzione demografica
abitanti censiti

### Enti e istituzioni
In zona Arcoveggio è presente la struttura sanitaria privata Villa Erbosa.

## Cultura

### Biblioteche
Sono presenti tre biblioteche di quartiere: la Biblioteca Corticella Luigi Fabbri, la Biblioteca Casa di Khaoula in Bolognina e la Biblioteca Lame Cesare Malservisi.

### Istruzione
Nel quartiere sono situati il polo Navile dell'Università di Bologna, in zona Battiferro, comprendente i dipartimenti di Chimica e di Farmacia e Biotecnologie, e le attività di Astronomia; e il plesso di Ingegneria di Via Terracini. Inoltre dal 2020 è in fase di realizzazione il comparto Bertalia - Lazzaretto che ospiterà il dipartimento di ingegneria civile, chimica, ambientale e dei materiali e quello di scienze aziendali.
Sono presenti il liceo Sabin e gli istituti tecnici Rosa Luxemburg, Arrigo Serpieri e Aldini - Valeriani, oltre alla sede distaccata dell'istituto professionale Malpighi e alla scuola superiore privata paritaria Beata Vergine di San Luca.

### Teatri

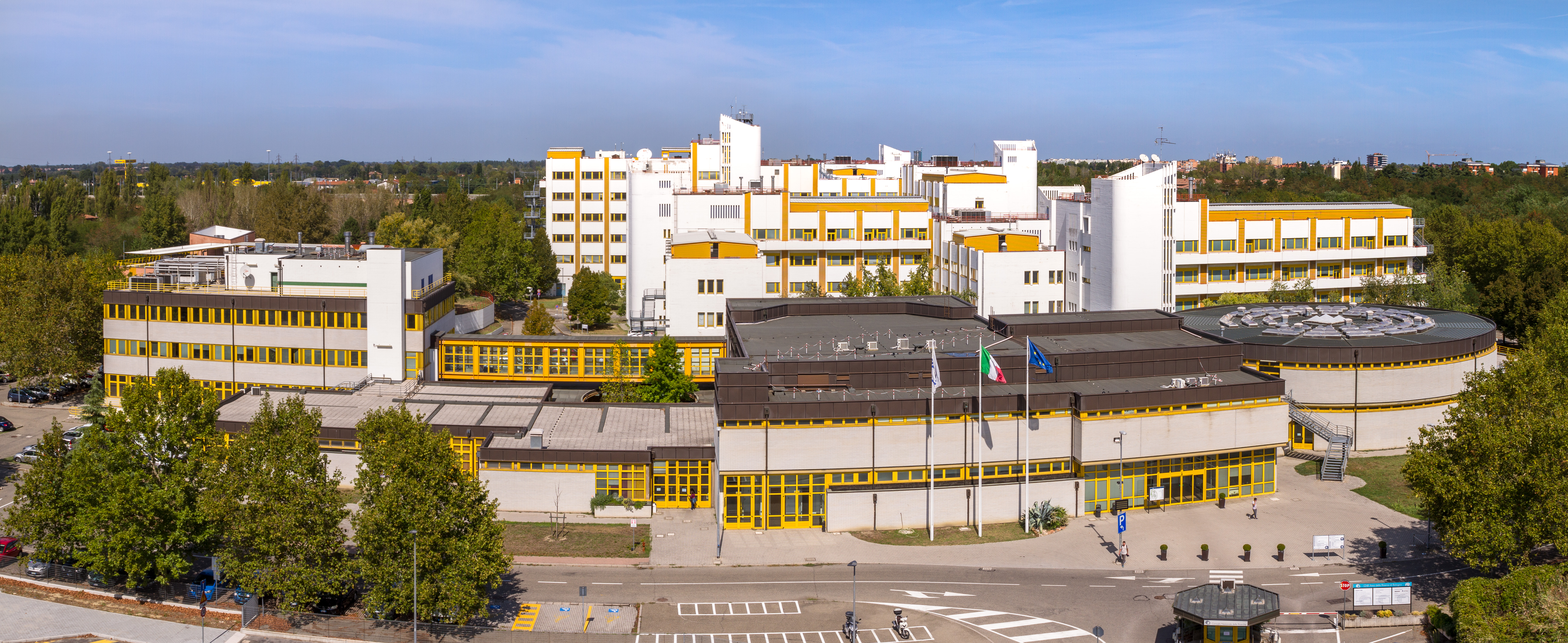
L'Area della Ricerca di Bologna

In zona Bolognina è presente il Teatro Testoni.

### Musei
Il Museo del patrimonio industriale di Bologna ha sede presso la Fornace Galotti in zona Battiferro, mentre al deposito tranviario della Zucca, nel rione Bolognina, è ospitato il Museo per la memoria di Ustica.

### Ricerca
Presso il Battiferro è presente l'Area della Ricerca di Bologna, un complesso edilizio progettato da Enzo Zacchiroli comprendente vari istituti del Consiglio Nazionale delle Ricerche e dell'Istituto nazionale di astrofisica, tra cui l'ISAC, l'ISOF e l'Istituto di radioastronomia.

## Geografia antropica
Il quartiere è suddiviso nelle tre zone statistiche Bolognina, Lame e Corticella, corrispondenti agli ex quartieri in vigore tra il 1962 e il 1985. Sempre a fine statistico il Comune ha ripartito il quartiere in 17 aree:
| Aree statistiche Navile | Aree statistiche Navile     | Aree statistiche Navile | Aree statistiche Navile | Aree statistiche Navile | Aree statistiche Navile |
| Bolognina               | Bolognina                   | Corticella              | Corticella              | Lame                    | Lame                    |
| ----------------------- | --------------------------- | ----------------------- | ----------------------- | ----------------------- | ----------------------- |
| 12                      | Caserme Rosse - Manifattura | 18                      | San Savino              | 23                      | Laghetti del Rosario    |
| 13                      | CNR                         | 19                      | Savena Abbandonato      | 24                      | La Noce                 |
| 14                      | Arcoveggio                  | 20                      | Croce Coperta           | 25                      | Tiro a Segno            |
| 15                      | Via Ferrarese               | 21                      | Mulino del Gomito       | 26                      | Pescarola               |
| 16                      | Ex Mercato Ortofrutticolo   | 22                      | La Dozza                | 27                      | Lazzaretto              |
| 17                      | Piazza dell'Unità           |                         |                         | 28                      | Beverara                |

## Infrastrutture e trasporti
Oltre alla stazione di Bologna Centrale, che costituisce il confine amministrativo sud del Quartiere, il Navile comprende la stazione di Bologna Corticella. La stazione è servita dalla linea S4A (Bologna Centrale-Ferrara) del servizio ferroviario metropolitano di Bologna.
Il quartiere è inoltre interessato dal transito del Marconi Express, la monorotaia di collegamento tra l'Aeroporto di Bologna-Borgo Panigale e la stazione di Bologna Centrale, con fermata intermedia a Lazzaretto.
Al 2021 risulta in corso la gara per l'affido della costruzione della linea 1 della nuova rete tramviaria di Bologna, la cui entrata in funzione è prevista per il 2026. Secondo il progetto, la linea 1 collegherà Borgo Panigale al Pilastro passando per il centro storico, per la stazione di Bologna Centrale e per la Fiera di Bologna, attraversando il territorio del quartiere Navile.

## Amministrazione
| Presidenti di Quartiere | Presidenti di Quartiere | Presidenti di Quartiere | Presidenti di Quartiere |
| ----------------------- | ----------------------- | ----------------------- | ----------------------- |
| Periodo                 | Presidente              | Lista                   | Note                    |
| 1999 - 2010             | Claudio Mazzanti        | DS/PD                   | [ senza fonte ]         |
| 2016 - 2021             | Daniele Ara             | centrosinistra          | [ 20 ]                  |
| 2021 -                  | Federica Mazzoni        | centrosinistra          | [ 21 ]                  |

## Sport
Nel quartiere sono presenti l'Ippodromo dell'Arcoveggio e lo Stadio di Rugby Arcoveggio, che prendono il nome dall'omonima zona in cui sono situati. In zona Lame invece è presente l'impanto del Tiro a Segno Nazionale.

### Tiro a segno
Nel 1928 venne inaugurato il poligono di tiro di via Agucchi, nei pressi del fiume Reno, in sostituzione dello storico impianto aperto nel 1886 in via del Meloncello sul terreno dove poi sorse il Littoriale nelle vicinanze dell'Arco Guidi. Durante la seconda guerra mondiale, il poligono venne utilizzato dai nazifascisti per fucilare partigiani e oppositori: sono stati accertati almeno 13 eccidi con 122 vittime, oltre a molte altre esecuzioni individuali. L'impianto venne duramente danneggiato dai bombardamenti lanciati sul vicino scalo ferroviario e venne ricostruito già nel 1947; fu poi ristrutturato nel 1991 per ospitare i Campionati europei di Tiro a Segno e di Tiro a Volo, ospitati per la prima volta a Bologna.